# Heinz Schöneberger
Heinz Schöneberger (* 7. Juni 1938 in Wagten; † 26. Dezember 1965 in Berlin) war ein Todesopfer an der Berliner Mauer. Beim Versuch, zwei Frauen in einem Auto über den Grenzübergang in der Heinrich-Heine-Straße zu bringen, wurde er von Angehörigen der Grenztruppen der DDR erschossen.

## Leben
Heinz Schöneberger wurde in Wagten in Ostpreußen geboren. Nach dem Zweiten Weltkrieg musste seine Familie die Heimat verlassen und ließ sich in Seesen nieder. Er absolvierte nach der Schule eine Lehre zum Tiefbauarbeiter und arbeitete anschließend an unterschiedlichen Stellen. Im Juni 1961 zog er mit seiner Ehefrau in die DDR, verließ die DDR aber wieder vor dem Mauerbau, der ihn von seiner Frau trennte. Am 17. Oktober 1961 verließ er auf dem Weg nach West-Deutschland die Transitautobahn und fuhr nach Karl-Marx-Stadt, um seine Frau abzuholen. Bevor er sie erreichte, wurde er festgenommen und saß bis zum 1. August 1964 in der DDR nach insgesamt drei Urteilen wegen sogenannter „Republikflucht“, Meuterei und eines Ausbruchsversuchs in Haft. Seine Frau ließ sich in dieser Zeit von ihm scheiden. Wieder in West-Berlin angekommen, musste er eine zweimonatige Haftstrafe wegen Fahrens ohne Führerschein absitzen.
Anschließend arbeitete er mit seinem Bruder Horst auf unterschiedlichen Baustellen in West-Berlin. In ihrer Freizeit fuhren sie nach Ost-Berlin und lernten dort Monika P. und Christel R. kennen, die in den Westen fliehen wollten. Die Brüder beschlossen, ihnen dabei zu helfen. Am 25. Dezember 1965 fuhren sie mit einem Ford Taunus 17 M nach Ost-Berlin. Dort stiegen die Frauen zu. Während sich Monika P. in der hinteren Rückenlehne versteckte, kroch Christel R. unter die vordere Sitzbank. Gegen 0.30 Uhr des Folgetages erreichten sie den Grenzübergang an der Heinrich-Heine-Straße.
An der Grenze mussten die Brüder den Wagen zur Kontrolle verlassen. Als dabei Monika P. entdeckt wurde, sprang Heinz Schöneberger in den Wagen, verschloss die Türen und fuhr durch die Slalomstrecke Richtung Westen, dabei schoss ein Grenzer von einem Wachturm auf den Wagen und traf Schöneberger in die Wade. Die letzte Schranke konnte er wegen der zu geringen Geschwindigkeit nicht durchbrechen. Er sprang aus dem Wagen, umrundete den Schlagbaum und rannte gebückt weg. Ein Grenzsoldat nahm ihn dabei mit der Dienstpistole unter Beschuss. Als Heinz Schöneberger etwa fünf Meter von der Grenzlinie entfernt war, zerfetzte ein Schuss seine Halsschlagader. Wenig später erlag er seinen Verletzungen. Die Flucht wurde von Polizisten und Passanten auf West-Berliner Seite beobachtet. In der Folge kam es zu Protesten gegen das Vorgehen der Grenzer.
Wegen des Fluchtversuchs verurteilte das Bezirksgericht Potsdam Horst Schöneberger zu einer Freiheitsstrafe von zwölf Jahren, von denen er sechseinhalb Jahre zum Teil im Stasi-Gefängnis Hohenschönhausen absitzen musste, bis er in den Westen abgeschoben wurde. Die Frauen wurden zu Strafen von 30 und 24 Monaten verurteilt. Die 1967 eingestellten Ermittlungen gegen die Todesschützen mündeten nach der Wiedervereinigung in einem Mauerschützenprozess, der am 28. Februar 1997 mit einem Freispruch endete.